# Galbeni (Filipești), Bacău
Galbeni este un sat în comuna Filipești din județul Bacău, Moldova, România. Se află la 20 kilometri sud de orașul Roman.
În Marele dicționar geografic al României semnat de George Ioan Lahovari, se spune despre această localitate că avea 140 de familii, 458 de locuitori, din care 140 contribuabili.
Potrivit documentelor, în 1639, o treime din satul Galbeni aparținea lui Pătrașco Boldescu.
Ceva mai târziu, satul este cumpărat de Toma Cantacuzino pentru ca apoi să fie menționat ca aparținând mănăstirii Precista din Roman.

## Personalități
- Radu Beligan (n. 1918 - d. 20 iulie 2016, București), actor, academician.